# Teinobasis prothoracica
Teinobasis prothoracica – gatunek ważki z rodziny łątkowatych (Coenagrionidae).